# Pante Macassar
Pour le poste administratif, voir Pante Macassar (poste administratif).
Pante Macassar (également connu sous le nom de Pante Makasar) est une ville située sur la côte nord du Timor oriental, à 152 km à l'ouest de Dili, la capitale du pays. Elle avait une population de 8 793 habitants en 2010. C'est la capitale de l'exclave d'Oecusse (ancienne Oecussi-Ambeno).

## Toponymie
Le nom signifie littéralement « plage de Makasar », faisant allusion au commerce d'autrefois avec Makassar au sud de l'île de Célèbes. Localement Pante Macassar est également appelée Oecussi, qui signifie littéralement « canon à eau », et était le nom de l'un des deux royaumes originaux qui forment l'enclave. L'autre était Ambeno (en). Pendant la colonisation portugaise, la ville était également appelée Vila Taveiro.

## Histoire
Lifau (en), à la périphérie de la ville actuelle, était le lieu où les Portugais débarquèrent pour la première fois à Timor et fut la première capitale du Timor portugais. Elle resta la capitale jusqu'en 1769, date à laquelle elle fut transférée à Dili à cause des attaques constantes des « Topasses ».
En raison de sa distance avec le reste du Timor oriental, Oecussi-Ambeno, et spécifiquement Pante Macassar, est devenu le premier territoire occupé par l'Indonésie le 29 novembre 1975.
En 1999, dans le tumulte qui a accompagné le référendum d'indépendance, Pante Macassar a été particulièrement touché par la destruction des milices pro-intégration, soutenues par l'armée indonésienne. Soixante-cinq partisans civils de l'indépendance ont été pendus et 90% des bâtiments ont été incendiés.
Aujourd'hui, la ville a seulement quelques dizaines de maisons à côté d'une plage aux eaux cristallines, entourée de palmiers. Le crime est pratiquement inconnu. La seule station de radio ne fonctionne que de temps en temps en raison d'un émetteur ancien, et l'électricité est limitée à cinq heures la nuit. Deux fois par semaine, l'isolement est brièvement interrompu lorsqu'un ferry de Dili arrive, pour un voyage qui prend 12 heures.